# Beatriz Villacañas
Beatriz Villacañas Palomo (Toledo, 1964) és una poetessa, assagista i crítica literària espanyola. És doctora en filologia anglesa per la Universitat Complutense de Madrid, on és professora de literatura anglesa i irlandesa després d'exercir com a catedràtica de Batxillerat, grau que va obtenir amb vint-i-quatre anys. Filla de Juan Antonio Villacañas; Membre corresponent de la Reial Acadèmia de Belles arts i Ciències Històriques de Toledo. Ha residit a Gran Bretanya, on ha estat professora d'espanyol. Ha traduït a l'espanyol a poetes anglesos i irlandesos, com a W. Shakespeare, W. B. Yeats, Seamus Heaney, Michael Hartnett i Brendan Kennelly. Per qüestions familiars i professionals, Irlanda és des de fa dècades el seu segon país; resultat d'aquesta vinculació són els seus múltiples articles sobre temes i autors irlandesos i el seu llibre Literatura Irlandesa, 2007, Editorial Síntesis (Madrid), el primer estudi complet sobre la literatura irlandesa escrit en espanyol, així com la seva col·laboració amb poetes i acadèmics irlandesos en diferents activitats culturals com An Tobar (The Well): Encuentros entre poetas irlandeses y españoles, Irish-Spanish Relations throughout the Ages (Salamanca, Sevilla, Madrid). 
Al maig de 2010, Beatriz Villacañas va pronunciar el Pregó Inaugural de la Fira del Llibre de Toledo, dedicada al seu pare, Juan Antonio Villacañas.

## Obra
L'obra de Beatriz Villacañas es compon de diferents poemaris, contes, nombrosos articles i crítiques, i llibres d'assaig. L'obra poètica de Beatriz Villacañas es caracteritza per la reflexió lírica sobre els més diversos temes, destacant qüestions de caràcter filosòfic i transcendent. “El muerto permanece:/está atado a nosotros/por la interrogación más infinita.” “El tiempo nos esculpe y nos destruye, / la eternidad aguarda y nos rescata.” Els crítics han lloat la personalitat i profunditat lírica i el domini formal de la seva poesia. Alguns exemples: Antonio González Guerrero, sobre Jazz: “En aquest món sovint fraudulent i voraç de la poesia, en el qual molts són els anomenats i pocs els triats, el contacte amb una veu personalísima i sonora com la de Beatriz Villacañas resulta un present altament apetecible per al crític”. José María Balcells, sobre Dublín: “El llibre Dublín va ser guardonat amb el premi de la I Biennal Internacional de Poesia Eugenio de Nora i, certament, als qui llegeixin aquesta obra no va a sorprendre'ls que obtingués aquest reconeixement, ja que amb aquest conjunt ha aconseguit Beatriz Villacañas una creació originalísima, tant per les tècniques rítmiques empleades quant en virtut del to i del punt de vista que es reflecteixen en aquestes composicions.” Vicente Araguas: “Amb aquest llibre (Dublín) va obtenir Beatriz Villacañas el Premi Primera Biennal Internacional de poesia Eugenio de Nora i confirma que la seva veu és una curiositat imparell en la poesia espanyola del moment. Villacañas es mou per paràmetres bastant insòlits, i no només per la recuperació de la lira com a forma mètrica, en els quals el viatge interior és molt més que pretext per a l'autoconeixement.” Fernando Sánchez Alonso:“Versos com els recentment copiats (del llibre El silencio está lleno de nombres) són suficients per justificar tot el poemari, però no constitueixen, per descomptat, un cas únic, sinó que, el caracteritzen i conformen…. El mateix que en l'oda de Ricardo Reis (Fernando Pessoa) la lluna brilla sencera en una gota d'aigua, també qualsevol anècdota, per nímia que sigui, en mans de Beatriz Villacañas pot convertir-se en un trassumpte de la condició humana”. Ángel les Navas“Aquest el seu nou i cinquè llibre de versos (El Ángel y la Física) molt depurats, breus, concisos, penetrants, estan escrits amb profund pensament i elevada inspiració. Sorprenen. Suggereixen un món d'idees. Estan plens de filosofia, perquè abasten el món espiritual (L'Àngel) i el món material (La Física).” Carmelo López Arias: “La sensibilitat en el concepte, la lectura cadenciosa i, quan opta per la rima, una sonoritat original on la poetisa il·lumina en realitat, més que verb, música: així podríem caracteritzar la poesia de Beatriz Villacañas, doctora en Filologia, professora a la Universitat Complutense de Madrid i, abans de res, creadora. Ho porta en la sang, com a filla del poeta Juan Antonio Villacañas, a qui dedica un bell quartet contingut en La gravedad y la manzana (Devenir): "Qué nueva identidad me dio tu muerte, / qué nuevo amor con el que hablo contigo, / me dio un lenguaje libre de palabras / y un infinito amigo". Qui no troba en aquesta expressió la clau del que no sabia expressar, i algú a qui entendre-la dirigida? Para això existeixen els poetes: no per transmetre l'essència seva, sinó per donar figura a la nostra. En aquest poemari, sisè de l'autora –varis d'ells premiats-, el títol ens avança el titànic de l'esforç: amb cinc paraules que ens evoquen a Isaac Newton (encarnació del quantificable, del reductible a llei, de l'inexorable), Villacañas aconsegueix tot el contrari… La gravedad y la manzana és un rierol delicat dels sentiments més universals. L'amor, per descomptat, i en estrofes elegants i clàssiques, des del sonet ferit ("...me has dado calor, año tras año. /... / Qué ignorancia de muerte hasta que un día / el saberte tran frágil me hizo daño") a la lira de ressonàncies sanjuanescas: "Digamos con los ojos, / digamos con la voz de la caricia, / transformemos despojos / en juvenil delicia, / novicio tú, mi amor, y yo novicia".

## Llista d'obres
Poesia
- Jazz, Esquío, La Coruña, 1991
- Allegra Byron, Editorial Zocodover, Toledo, 1993
- El Silencio está lleno de nombres, Premio Ciudad de Toledo, Excmo. Ayuntamiento de Toledo, 1995
- Dublín, Premio Primera Bienal Internacional Eugenio de Nora, Colección Provincia, León, 2001
- El Ángel y la Física, Huerga y Fierro, Madrid, 2005
- La Gravedad y la Manzana, Devenir, Madrid, 2011 (Propuesto para el Premio Nacional de Poesía 2012)
- Testigos del asombro, Vitruvio, Madrid, 2014

Assaig
- Los Personajes Femeninos en las Novelas de Thomas Hardy, Universidad Complutense, Madrid, 1991.
- Mirando hacia la isla occidental: primera aproximación a la Literatura Irlandesa, Ediciones Blancas. Prometeo. Madrid, 2002.
- La Poesía de Juan Antonio Villacañas: Argumento de una Biografía, Consejería de Cultura de Castilla-La Mancha, Toledo, 2003
- Literatura Irlandesa, Editorial Síntesis, Madrid, 2007.
- Juan Antonio Villacañas: Selected Poems, Edición bilingüe español-inglés. Editor: Luis Ingelmo. Shearsman Books, Reino Unido, 2009

Articles
Alguns dels articles de Beatriz Villacañas:
- “La poesía traducida: Dos versiones inglesas de un poema de San Juan de la Cruz”, Encuentros Complutenses en torno a la traducción. Editorial Complutense, Madrid, 1990
- “Anne Brontë: The triumph of realism over subjectivity”, Revista Alicantina de Estudios Ingleses, Alicante, 1993
- “Female difficulties: Propriety and violence in Frances Burney's World”, Atlantis, Revista de la Asociación Española de Estudios Angloamericanos, Logroño, La Rioja, 1996
- “De doctores y monstruos: La ciencia como transgresión en Dr. Faustus, Frankenstein y Dr. Jekyll and Mr. Hyde”, Asclepio, Revista de Historia de la Medicina y de la Ciencia, CSIC, Volum LIII, Madrid, 2001
- “El tiempo, la presencia y el conocimiento artístico (Homenaje a Gracilaso de la Vega)”, Toletvm. Boletín de la Real Academia de Bellas Artes y Ciencias Históricas de Toledo. Volum: Nº 45, Toledo, 2002
- ”Brendan Kennelly's Cromwell: Black Comedy As Exorcism”, Estudios Ingleses de la Universidad Complutense. Vol. 11, Madrid, 2003
- ”John B. Keane: From The Field to the Landscape of Tragedy", Irish Landscapes. Universidad de Almería, Almería, 2004
- ”La música de la memoria. A propósito de La balada del abuelo Palancas, de Félix Grande”, Buxía. Revista de Arte y Pensamiento, Volum: Nº 3, Almería, 2004
- “James Joyce: Retrato de una Ambición", Barcarola, Revista de Creación Literaria. Albacete. Número 68/ 69. Diciembre 2006
- “Powerful Presences: Ireland in Spanish Poetry, Spain in Irish Poetry”, Irlanda y el Atlántico Ibérico. Movilidad, participación e intercambio cultural / Ireland and the Iberian Atlantic, Mobility, Involvement and Cross-Cultural Exchange. Albatros Ediciones, 2010.

Contes
- "Pero para entendernos: un secreto" Cuentos para Segovia. Cylea Ediciones, 2007

- "Tiempos Rojos" Cuentos para Murcia. Cylea Ediciones, 2008

- "Cita con la memoria" Cuentos para Toledo. Cylea Ediciones, 2009
- "Meditar en el vino" Cuentos para el vino. Cylea Ediciones, 2013

Estudis i antologies
- Cien Poetas de Castilla-La Mancha, ed. A. Villaverde (Guadalajara), 1986
- Poetas de Toledo, Manxa. Grupo Literario Guadiana. Director: Vicente Cano. Ciudad Real, 1991
- Datos para una Bibliografía Crítica de Poetas Toledanos Actuales, Joaquín Benito de Lucas (Universidad Autónoma, Madrid), 1993
- El papel de la literatura en el siglo XX, Fidel López-Criado. Universidad de la Coruña, 2001
- Mar Interior, poetas de Castilla-La Mancha, ed. Miguel Casado. Junta de Comunidades de Castilla-La Mancha, Toledo, 2002.
- Poetisas españolas: Antología general, ed. Luz María Jiménez Faro. Torremozas, Madrid, 1996-2002
- Ilimitada Voz: Poetas Españolas del S. XX, 1940-2002. José María Balcells. Publicaciones de la Universidad de Cádiz, 2003
- Miniantología en honor de Concha Zardoya, Ayuntamiento de Majadahonda, 2004
- Tejedores de Palabras, ed. Juan Ruiz de Torres, Prometeo, Madrid, 2005.
- Poesía Siglo XXI en Español, ed. Juan Ruiz de Torres. Prometeo, Madrid, 2005.
- Escritoras Españolas del Siglo XX, José María Balcells. Arbor-Ciencia, Pensamiento y Cultura. Septiembre-Octubre de 2006.
- La Voz y la Escritura, ed. Basilio Rodríguez Cañada. Sial- Contrapunto, Madrid, 2006.
- Escritoras y Pensadoras Europeas, Mercedes Arriaga Flórez et al. ArCiBel editores, 2007.
- Ciencia y Sugerencia, ed. Marcela Lieblich. Ediciones Sins Entido, Madrid, 2007.
- Al Filo del Gozo. Poesía erótica hispanoamericana escrita por mujeres, ed. Marisa Trejo Sirvent. Universidad de Chiapas, México, 2008.
- Historia poética de Nueva York en la España contemporánea. Julio Neira. Cátedra, Madrid, 2012.
- Geometria y angustia. Poetas españoles en Nueva York, ed. Julio Neira. Vandalia, Madrid, 2012.

Revistes literàries
Poden trobar-se poemes de Beatriz Villacañas en les següents revistes de literatura:
Espanya:
- Cuadernos del Matemático
- Cuadernos de Poesía Nueva
- Manxa
- La Pájara Pinta
- Barcarola
- Álora, la bien cercada
- Nayagua
- Buxía
- La Sombra del Membrillo
- Hermes
- Toletvm
- Mephisto
- Piedra del Molino
- Luces y Sombras
- Raíces de Papel
- Fábula
- Acantilados de Papel
- Revista Áurea de Poesía

Mèxic:
- Norte
- Foja de Poesia/ Círculo de Poesia

Argentina:
- Proa
- Analecta Literària

EUA:
- Diario Las Américas (Miami, Florida)

### Sobre La poesia de Juan Antonio Villacañas: Argument d'una biografia
- Barrero, Hilario Revista Poética Almacén, 2003
- Las Navas Pagán, Ángel: La Poesía de Juan Antonio Villacañas, Argumento de una Biografía. Diario Lanza, Ciudad Real, 2006.
- Porta, Emilio: “Para el que conozca la obra de Juan Antonio Villacañas este libro es un compendio indispensable por la importancia del análisis. Para el que no la conozca, Argumento de una biografía es la mejor oportunidad para acercarse a un poeta que debería ser citado entre los más grandes de la Poesía de habla hispana.” Mirador.
  - Revista de la Asociación de Escritores y Artistas Españoles. Número 8. Madrid, Marzo, 2004.
- Ruiz de Torres, Juan: “Hoy ya nadie me ve”. Diario Las Américas, Miami.